# Benjamin H. Bunn

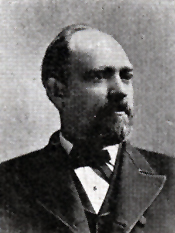
Benjamin H. Bunn

Benjamin Hickman Bunn (* 19. Oktober 1844 bei Rocky Mount, North Carolina; † 25. August 1907 ebenda) war ein US-amerikanischer Politiker.
Bunn wurde 1844 auf einer Farm im Nash County geboren. Während des Bürgerkrieges diente er im Heer der Konföderation. Nach dem Krieg studierte er Jura und wurde 1866 in die Anwaltschaft aufgenommen. Er praktizierte in Rocky Mount, wo er 1867 zum Bürgermeister gewählt wurde. Von 1883 bis 1885 war er Abgeordneter im Repräsentantenhaus von North Carolina.
Bunn wurde als Demokrat in den Kongress gewählt und vertrat dort vom 4. März 1889 bis zum 3. März 1895 den vierten Wahlbezirk seines Bundesstaates im US-Repräsentantenhaus. Bei der Wahl 1894 kandidierte er nicht erneut. Bunn wurde nun Leiter der Poststelle von Rocky Mount und übte dieses Amt vom 23. April 1895 bis zur Ernennung seines Nachfolgers am 27. Juli 1897 aus. Danach begann er wieder in seinem früheren Beruf zu praktizieren. Er starb 1907 im Nash County, nahe Rocky Mount, und wurde auf dem Pineview Cemetery begraben.